# Quedlinburgs stift

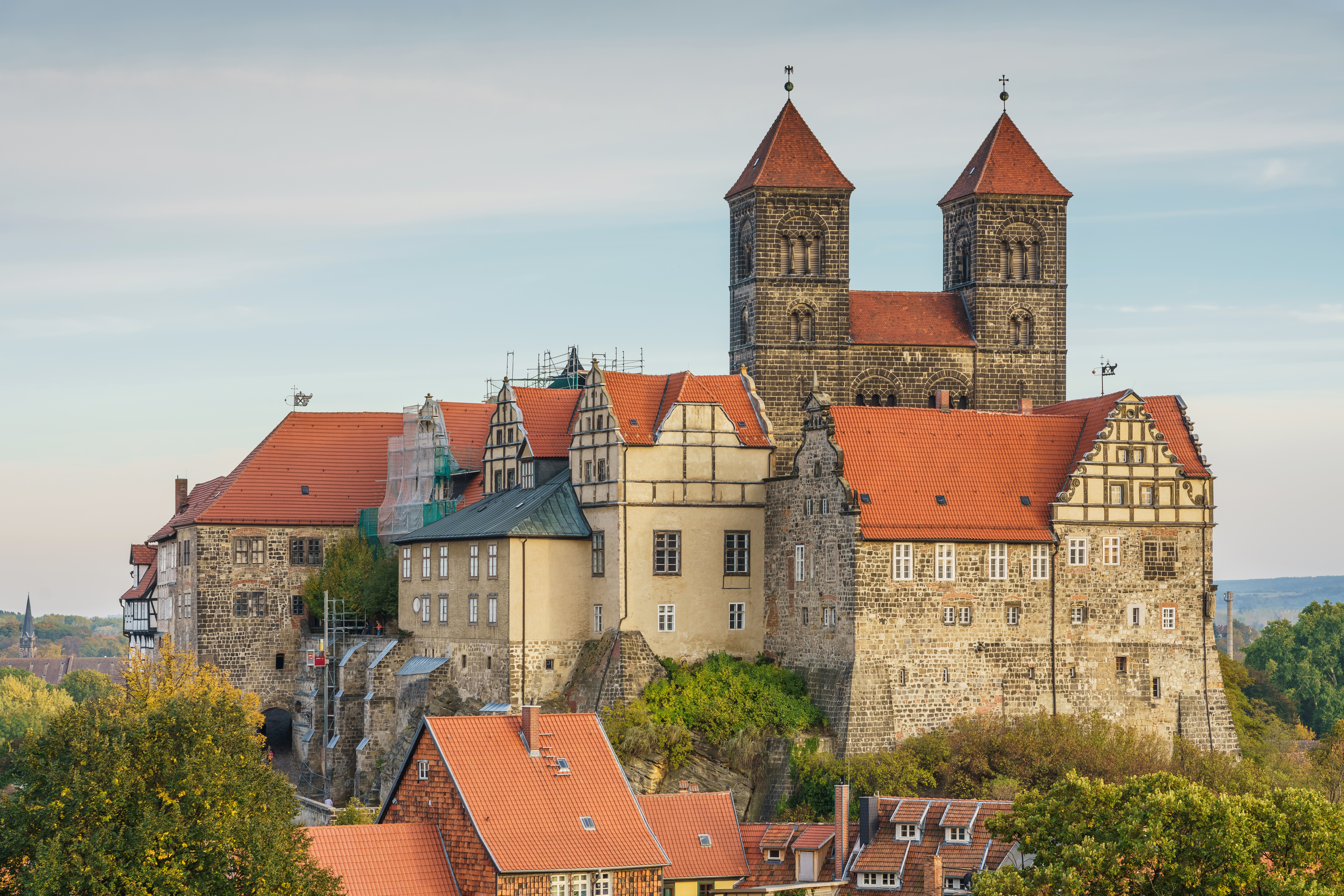
Quedlinburgs stift

Quedlinburgs stift (tyska: Stift Quedlinburg eller Reichsstift Quedlinburg) var en anläggning för kvinnliga sekulärkaniker i Quedlinburg, Sachsen-Anhalt, Tyskland. Det grundades år 936 på initiativ av Sankta Matilda av Sachsen, änka efter Henrik I av Sachsen, till hans minne. I många århundraden åtnjöt det ett högt anseende och stort inflytande.

## Historia

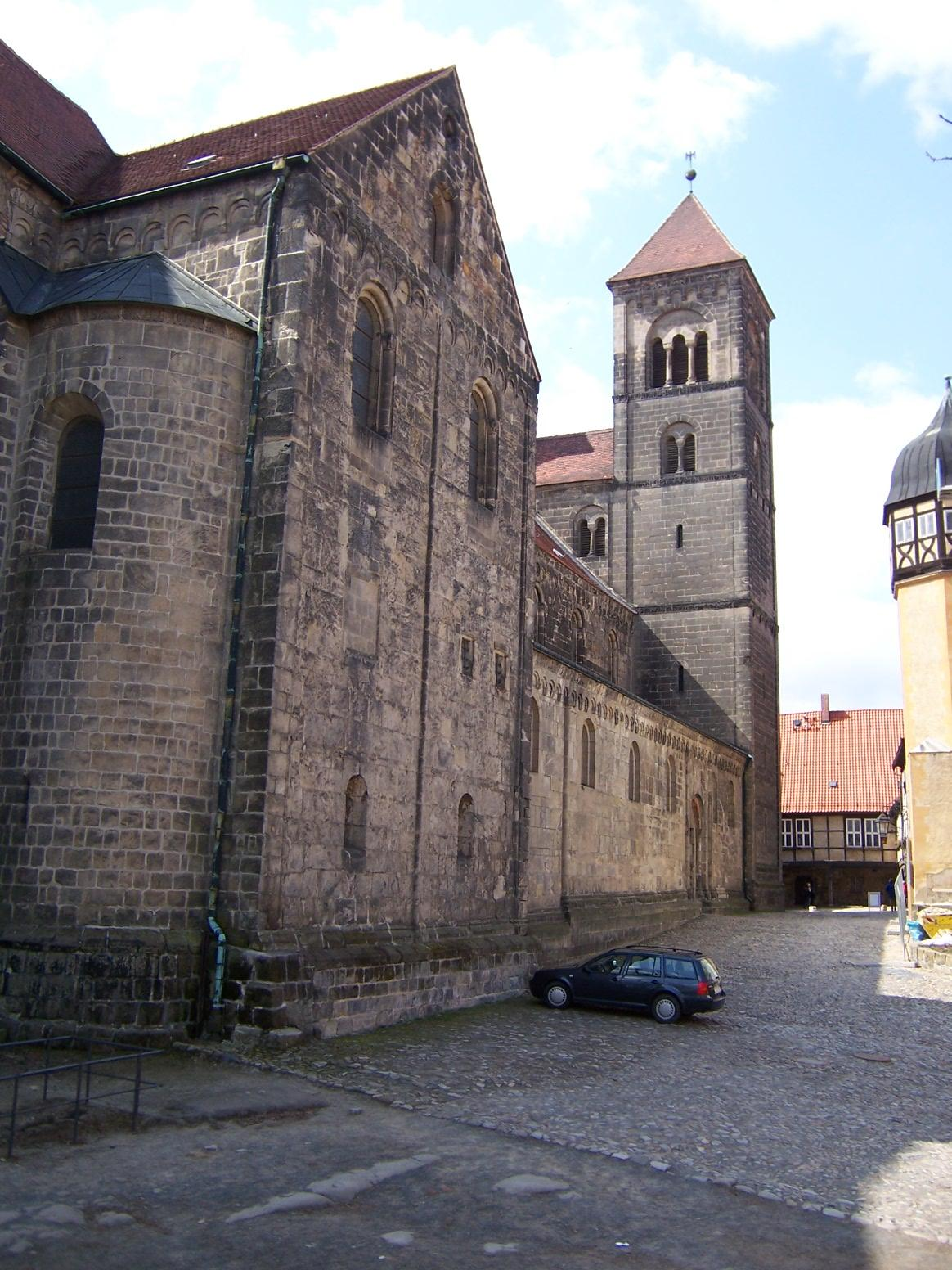
Före detta kollegiatsstiftskyrkan Sankt Servatius i Quedlinburg, numera en luthersk kyrka

Klostret anlades på slottskullen i Quedlinburg i nutidens Sachsen-Anhalt år 936 av Otto I, efter önskemål från hans mor, drottning Matilda av Sachsen, senare kanoniserad som Sankta Matilda, till hennes avlidne makes, kung Henrik I av Sachsens ära och minne. Henrik begravdes här liksom Matilda själv.
"Kaiserlich freie weltliche Reichsstift Quedlinburg" ("Fria sekulära kejserliga riksstiftet Quedlinburg"), som dess fullständiga namn var fram till dess upplösning 1802, bestod av den kejserliga familjens egendomskyrka som låg i anslutning till ett grupp av sekulära kvinnliga sekulärkaniker (Stiftsdamen), en grupp ogifta döttrar från adeln och kungligheter som levde ett liv tillägnat Gud. De största och de mest betydande av dessa var Essens kloster, Gandersheims stift, Gernrode stift, Kölns stift och Herfords stift, varuti den sista den unga drottning Matilda hade uppfostrats av sin farmor, abbedissan.
Tack vare sina kejserliga kopplingar fick den nya anläggningen rika donationer och blev snart en mycket rik och blomstrande gemenskap. Kyrkligt sett, stod abbedissorna från biskopen i Halberstadt, och lydde inte under någon, förutom påven. Biskopen i Halberstadt låg ständigt i strid med abbedissorna, då de hävdade sig ha andlig jurisdiktion över klostret. I sina politiska relationer var abbedissan en furstinna, det vill säga regerande monark, av det Tysk-romerska riket.
Under reformationen blev klostret protestantiskt, under abbedissan Anna II. Det inrymde då protestantiska stiftsjungfrur.
Efter Tyska mediatiseringen 1803 togs klostret över av Konungariket Preussen som Furstendömet Quedlinburg. Mellan 1807 och 1813 hörde det till det kortlivade Konungariket Westfalen.

## Kyrkan
Sankt Servatius kyrka är tillägnad Sankt Servatius av Tongeren och Sankt Dionysius och är ett betydande romanskt byggnadsverk. Byggandet av den tre-skeppade basilikan ovanpå lämningarna av tre föregångare påbörjades före 997 och slutfördes år 1021. En brand 1070 orsakade omfattande skador. Byggnaden återuppbyggdes med sitt ursprungliga utseende, och återinvigdes 1129 i Lothar III:s närvaro. Kyrkan har arkitektoniska utsmyckningar som niedersächsischer Stützenwechsel.

## Donationer

### Land
Under de första årtiondena efter grundandet fick gemenskapen talrika landgåvor, särskilt ifrån den kejserliga familjen. Alla senare undanröjningar (i.e. tidigare okultiverat land) i dess omedelbara närhet var även deras, men till detta fick de betydligt mer avlägsna egendomar, såsom Soltau, 170 kilometer iväg, skänkta av Otto I år 936.
Bland andra egendomar fick stiftet:
- År 956 kyrkan Saint Michael (nära Blankenburg am Harz) överläts till dem av Otto I (senare återgrundat av abbedissan Beatrix II som Michaelsteins kloster)
- År 974 erhölls Duderstadt i sydöstra Niedersachsen, vilket stiftet ägde i 262 år. Byn Breitenfeld bei Duderstadt tillhörde stiftet till dess upplösning[10].
- Den 3 juli 993 skrevs en gåvohandling av Otto III vilket gav dem Potsdam. Handlingen markerar en vändpunkt i kampen att vinna tillbaka territoriet öster om Elbe, där Östfrankiska riket drivits tillbaka under slaviska upproret år 983.
- År 999 blev provincia Gera stiftets. År 1209 utsåg abbedissorna fogden i Weida som administratör över territoriet.
- Otto I:s gåvor: år 936, 25 gods; 937, 2 gods; 944, 1 gods; 946, 2 gods; 954, ett gods; 956, 11 gods; 961, 7 gods.
- Otto II:s gåvor: år 974, godsplatser; 979, 1 gods; 985, 5 gods.
- Otto III:s gåvor: 992, 3 gods; 993, 2 gods; 995, 4 gods; 999, 1 gods.
- Senare förvärvande blev totalt mer än 150 gods[9][11]

### Skatter
Stiftet fick även många värdefulla böcker, manuskript och lituriska föremål, som förvarades i skattkammaren. Vid slutet av andra världskriget stals några av de mest värdefulla föremålen av en amerikansk soldat, Joe Tom Meador (född 30 juni 1916, död 1 februari 1980), däribland Sankt Servatius relikskrin, från Karl den skalliges tid; 800-talets Samuhel Evangeliar; den tryckta Evangelistar aus St Wiperti från 1513; och en liturgisk elfenbenskam. De stulna föremålen dök åter upp 1987 och efter mycket processande lämnades de tillbaka till stiftet 1993.

## Annaler
Klostret är även känt för att inneha "Quedlinburgannalerna" (på latin: Saxonicae Annales Quedlinburgenses, tyska: Quedlinburger Annalen), vilka påbörjades år 1008 och avslutades 1030 i klostret, troligen av en kvinnlig skrivare. Quedlinburg var väl anpassat för att samla information om aktuella politiska händelser, genom sina kopplingar till den kejserliga familjen och närheten till Magdeburg, ett kejserligt centrum. "Annalerna" handlar mest om Tysk-romerska rikets historia.

## Abbedissor
Flera av abbedissorna begravdes i kryptan, där deras monumentala bilder har bevarats. Drottning Matilda av Ringelheim, senare Sankta Matilda, grundade och ledde klostret (var dock inte abbedissa) 936-966.

### Romerskkatolska abbedissor
1. Matilda, dotter till Otto I     966-999
2. Adelheid I, dotter till Otto II     999-1045
3. Beatrix I, dotter till Henrik III      1045-1062
4. Adelheid II, dotter till Henry III     1062-1095
5. Eilica     1095-1110
6. Agnes I, dotter till Władysław I Herman, niece till Beatrix I och Adelheid II     1110-1126
7. Gerburg, hertiginna av Kappenberg    1126-1137
8. Beatrix II     1137-1160
9. Meregart or Meregard     1160-1161
10. Adelheid III av Sommerschenburg, hertiginna av Sachsen     1161-1184
11. Agnes II, markgrevinna av Meissen[15]     1184-1203
12. Sophia I, hertiginna av Brehna     1203-1226
13. Bertradis I av Krosigk    1226-1230
14. Kunigunde, hertiginna av Kranichfeld och Kirchberg     1230-1231
15. Osterlinde, hertiginna av Falkenstein     1231-1233
16. Gertrud av Amfurt  1233-1270
17. Bertradis II     1270-1308
18. Jutta av Kranichfeld     1308-1347
19. Luitgard, hertiginna av Stolberg     1347-1353
20. Agnes III von Schraplau     1354-1362
21. Elisabeth I von Hakeborn     1362-1375
22. Margarete von Schraplau, syster till Agnes III     1376-1379
23. Irmgard, borggrevinna av Kirchberg[16]     1379-1405
24. Adelheid IV, hertiginna av Isenburg    1405-1435
25. Anna I, hertiginna Reuss von Plauen     1435-1458
26. Hedwig, hertiginna av Sachsen   1458-1511
27. Magdalene, prinsessa av Anhalt-Köthen-Zerbst     1511-1515
28. Anna II, hertiginna av Stolberg (som sista romersk-katolska abbedissa) 1516-1540

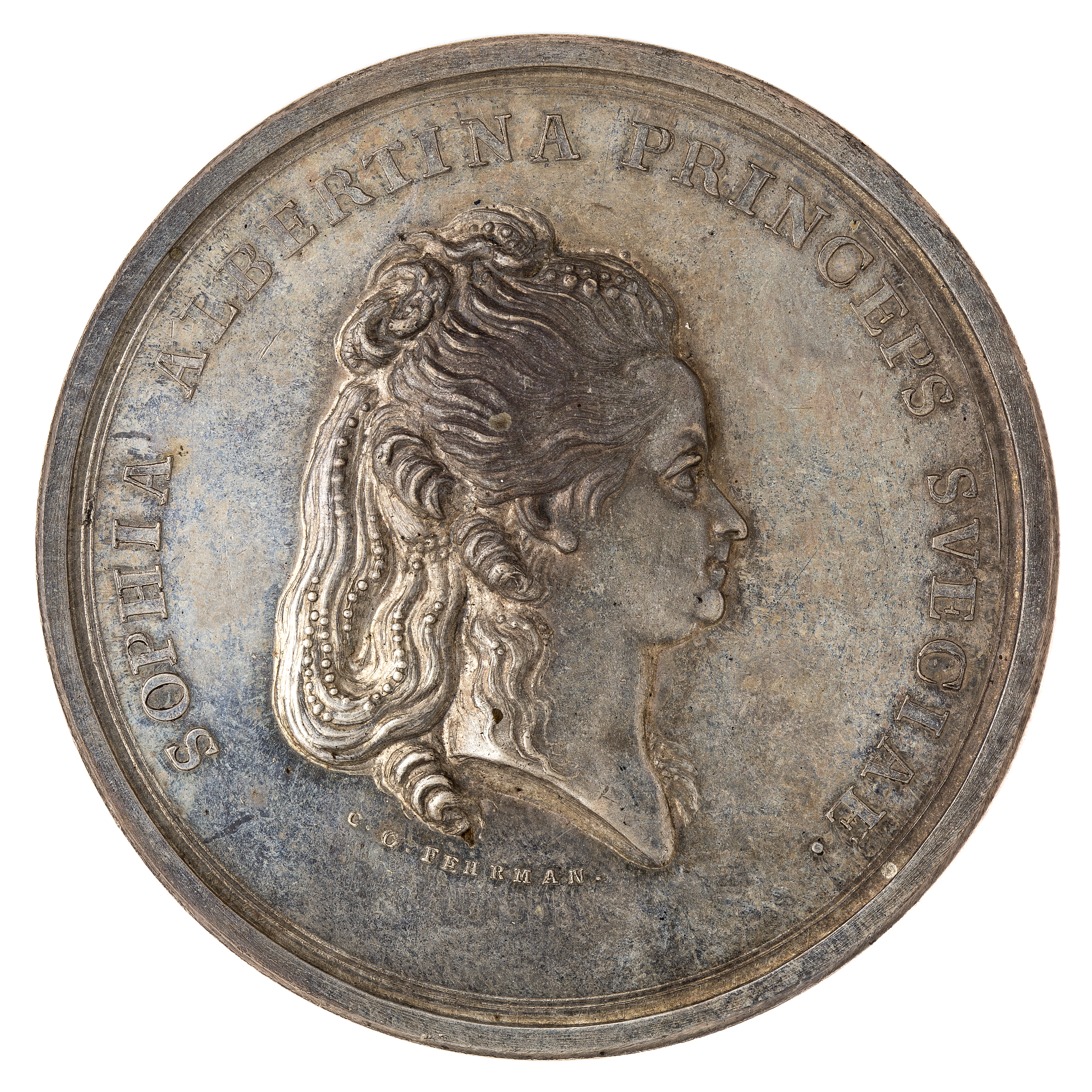
Medalj Sofia Albertina i profil, slagen 1787 vid mottagandet av Quedlinburgs abbedissestift.

### Protestantiska abbedissor

Prinsessan Sofia Albertina av Sverige, Quedlingburgs sista abbedissa

1. Anna II, hertiginna av Stolberg (som första protestantiska abbedissan)      1540-1574
2. Elisabeth II, hertiginna av Regenstein-Blankenburg     1574-1584
3. Anna III, hertiginna av Stolberg-Wernigerode     1584-1601
4. Maria, hertiginna av Sachsen-Weimar    1601-1610
5. Dorothea, hertiginna av Sachsen   1610-1617
6. Dorothea Sofie, hertiginna av Sachsen-Weimar     1617-1645
7. Anna Sofia I, grevinna av Rhein (Pfalz-Birkenfeld)     1645-1680
8. Anna Sofia II, lantgrevinna av Hessen-Darmstadt 1681-1683
9. Anna Dorothea, hertiginna av Sachsen-Weimar 1684-1704
10. Aurora, grevinna Königsmarck     1704-1718
11. Marie Elisabeth, hertiginna av Holstein-Gottorp     1718-1755
12. Anna Amalia, prinsessa av Preussen     1756-1787
13. Sofia Albertina, prinsessa av Sverige (sista abbedissan)     1787-1803